# Falciforme
En biología y otras disciplinas se llama falciforme a toda aquella estructura con forma de hoz o de media luna. El vocablo proviene del genitivo del término latino falx que significa hoz más un derivado de forma.